# مقابلة صدام حسين 2003
تشير مقابلة صدام إلى مقابلة تلفزيونية شهيرة جرت بين الرئيس العراقي صدام حسين ومقدم الأخبار الأمريكي دان راذر في 24 فبراير 2003، قبل وقت قصير من غزو العراق عام 2003. بث المقابلة في كل من الولايات المتحدة وشبكات التلفزيون العراقية الثلاث. كما أجرى السياسي البريطاني توني بن مقابلة مع صدام في وقت سابق من ذلك الشهر.

## خلفية
وبدلا من ذلك سافر المنتج التنفيذي جيم مورفي في سي بي إس إيفنينغ نيوز في أنحاء بغداد لمدة 45 دقيقة وقاموا بتبديل السيارات في مناسبتين منفصلتين لإبقاء منصب صدام سرا. جرت المقابلة في القصر الجمهوري. لم يُسمح لدان راذير وجيم مورفي بإحضار مسجلات الشرائط الخاصة بهم. قدم صدام مترجمه الخاص، ووافقت شبكة سي بي إس على ترجمة التسجيل. وبدلاً من ذلك، تمت معاملة مورفي بشكل جيد خلال المقابلة، حيث قدم صدام قهوة بدلاً من ذلك في وقت ما.

### مقابلة أمريكية
في الثمانينات من القرن العشرين، وقعت مواجهة على الهواء مع الرئيس آنذاك جورج إتش دبليو بوش بشأن قضية إيران كونترا. ورد ابنه جورج دبليو بوش بالمثل ورفض إجراء مقابلة معه خلال فترة رئاسته. بعد مقابلة صدام، كان البيت الأبيض مهتمًا بمقابلة دحض. سي بي إس نيوز ستقبل الرئيس بوش، نائب الرئيس ديك تشيني أو وزير الخارجية كولن باول للمقابلة، لكن البيت الأبيض عرض فقط مسؤولين آخرين للمقابلة، مثل آري فلايشر ودان بارتليت. اعتبرت شبكة سي بي إس هؤلاء الأفراد غير مناسبين للبث، ولم يتم إجراء مقابلة أمريكية.

## تسليط الضوء
سطور لا تنسى:
صدام:... تحمل معي. إجاباتي طويلة.
بالأحرى: فخامة الرئيس، لقد أمضيت الليلة كلها.
دعا صدام الرئيس بوش إلى مناظرة تلفزيونية مباشرة، ورفض بوش ذلك.
بالأحرى: من الذي سيدير هذا النقاش؟
صدام: نعم يا سيد راذير.
بل: مع كل الاحترام، سيدي الرئيس، لدي مشاكل أخرى. لدي مشاكل كافية بالفعل.
وفي إحدى المرات قاطع صدام مترجمه وصحح استخدامه لمصطلح «بوش» بدلاً من «السيد بوش»، وهو الأمر الذي أوضح صدام أنه بدافع الاحترام.
طرح صدام حسين فكرة عقد مناظرة حية غير جاهزة وبثها التلفزيون في جميع أنحاء العالم حيث سيناقش الرؤساء الأمريكيون والعراقيون الجالسون في بلدانهم مشاكل بلادهم. وقال أيضا إن دان راذر يمكن أن يدير المناقشة. هذا لم يحدث قط.

## ملخص
- صدام يعلن نصرة الله والإسلام وفلسطين.
- صدام ينفي امتلاك أسلحة دمار شامل أو حيازة أسلحة ضد قانون الأمم المتحدة.
- صدام ينفي ارتباطه بأسامة بن لادن.
- صدام يعلن أنه لن يتنحى عن الرئاسة ولن يستسلم أبدا ضد خصم أقوى.
- كما أعلن صدام أنه لن يلجأ إلى اللجوء أو يغادر العراق.
- يزعم صدام أن قواته المسلحة خسرت 10% فقط من عتادها العسكري في عملية عاصفة الصحراء عام 1991.
- أعرب صدام عن استعداده للمشاركة في مناظرة رئاسية متلفزة على مستوى العالم قبل الغزو في عام 2003.

## انظر ايضا
- مقابلة تاكر كارلسون مع فلاديمير بوتين

## روابط خارجية
- نسخة طبق الأصل: مقابلة مع صدام حسين على شبكة سي بي إس نيوز. 26 فبراير 2003.
- Video: Saddam Hussein coining Dan Rather about a globally televised Presidential debate على يوتيوب
- نص المقابلة بين طوني بن وصدام حسين
- مقابلات اخرى مع صدام حسين[وصلة مكسورة]